# Super Mario Run
Super Mario Run és un videojoc de plataformes automàtic que va ser anunciat el 7 de setembre de 2016, que va sortir en format freemium per a iOS el 15 de desembre del 2016, encara que el març de 2017 també sortirà per a Android el 23 de març de 2017. És el segon videojoc que Nintendo ha creat per a telèfons intel·ligents, sent el primer Miitomo, i una de les poques vegades que la seva franquícia principal, la sèrie Mario, es pot jugar a sistemes externs de Nintendo.

## Jugabilitat
Super Mario Run és un plataformes automàtic on en Mario constantment va corrent pel nivell sense parar, a menys que hi hagi uns blocs especials pel camí, i saltarà quan el jugador pitgi la pantalla, i com més estona la premi més amunt saltarà, fins a arribar al final del nivell. En Mario pot agafar les cornises si hi arriba, fer salts de paret i saltar sobre els Goombas, encara que si en Mario és sobre l'enemic pot intentar evitar-lo sense matar-lo. En la versió gratuïta només es poden provar els tres primers nivells i part del quart.
A cada nivell hi ha fins a cinc Monedes Roses que es poden trobar dins les monedes normals i els blocs; si aquestes cinc es recullen, se substitueixen per cinc Monedes Liles que canvien de posició, i si aquestes també s'aconsegueixen se substitueixen per unes Monedes Negres diferents.
A part d'aquest mode, anomenat "World Tour", el joc inclou dos modes multijugador més. Al primer, "Toad Rally", els jugadors han de desafiar a "fantasmes" d'altres jugadors mentre aquests jugaven a un nivell en concret, semblant al mode contrarellotge dels Mario Kart, i la intenció es recollir el màxim de monedes possible. Per entrar al mode fa falta un Rally Ticket, que es pot aconseguir recollint les monedes al nivell, bescanviant punts de My Nintendo, etc. Si s'aconsegueixen moltes i assoleixen el límit del comptador específic, podran utilitzar una mecànica en què en Mario pot córrer sobre els enemics per derrotar-los i guanyar més monedes.
En realitat, amb el mode "Toad Rally" s'intenta convèncer els Toads que fan d'espectadors a una partida dins aquest mode i si els agrada l'actuació del jugador aniran al mode "Mushroom Kingdom", on el jugador crea i personalitza el seu propi Regne Xampinyó bescanviant les monedes que aconsegueix per ítems de decoració (més d'un centenar estan disponibles). Aconseguir o perdre Toads també provoca que s'alteri la puntuació del jugador.
Al principi només es pot jugar amb en Mario, però conforme es va avançant també podem desbloquejar a Luigi, Toadette, Yoshi i Princesa Peach, així com el Toad si vinculem el joc amb un compte de My Nintendo. Cada personatge té les seves característiques; per exemple, en Luigi salta més amunt que en Mario, en Yoshi pot flotar durant una estona i en Toad corre més ràpid. A més, amb aquests cinc últims personatges és més fàcil perdre, perquè no tenen dos estats com en Mario i en Luigi, és a dir, si els toca un enemic ja són derrotats (encara que si reben un Super Xampinyó aconsegueixen monedes extra en comptes de l'estat Super). Finalment, els enemics un cop derrotats s'apunten a una llibreta, i si en Mario derrota diversos cops aquest mateix enemic, pujaran de nivell i alliberaran més monedes del normal al mode "Toad Rally".
El joc inclou 24 nivells, és a dir, quatre nivells fins sis mons de diverses temàtiques, així com tres nivells especials que s'alliberen recollint totes les Monedes Roses, Liles i Negres.

## Actualitzacions
Vet aquí la llista d'actualitzacions que ha rebut la versió iOS de Super Mario Run:
- 3.0.7 - 10 de gener de 2018 - Se soluciona un error en què els jugadors no podien rebre un resultat "perfecte" en alguns nivells del mode Remix 10; també inclou millores menors.
- 3.0.6 - 2 de novembre de 2017 - Es duen a terme ajustos per adaptar el joc a la pantalla de l'iPhone X, se soluciona un problema en què els jugadors no podien completar perfectament un nivell, se soluciona un problema en què alguns ítems no apareixien a la llibreta.
- 3.0.5 - 6 d'octubre de 2017 - Inclou millores menors.
- 3.0.4 - 28 de setembre de 2017 - Afegeix el món estrella, afegeix el mode Remix 10 (on els jugadors es troben nivells molt curts que es completen un darrere l'altre), afegeix a Daisy com a personatge jugable (que s'aconsegueix un cop es completa el mode anterior), afegeix l'opció d'escoltar música mentre es juga.
- 3.0.3 - 5 de setembre de 2017 - Inclou millores menors.
- 2.1.1 - 24 de maig de 2017 - Inclou millores menors.
- 2.1.0 - 25 d'abril de 2017 - S'augmenta el nombre màxim de Toads residents al regne fins a 99.999, més possibilitats de personalitzar l'icona del jugador, es poden buscar amics des del compte Nintendo, s'afegeix compatibilitat amb els assoliments de Google Play (Android) i Game Center (iOS), altres canvis menors.
- 2.0.1 - 5 d'abril de 2017 - Inclou millores menors.
- 2.0.0 - 22 de març de 2017 - Surt per a Android, ara es poden triar més colors de Yoshi, la versió gratuïta inclou més contingut, es disponibilitzen més edificis al constructor de regnes, és més fàcil aconseguir Rally Tickets als minijocs
- 1.1.2 - 21 de febrer de 2017 - Inclou millores menors.
- 1.1.0 - 31 de gener de 2017 - Afegeix el mode fàcil, que afegeix bombolles i temps il·limitat; s'implementa un nou esdeveniment; afegeix el coreà; es redueix el nombre de Toads perduts a cada derrota al mode "Toad Rally", fent més fàcil aconseguir Toads; s'elimina el límit de vegades en què es pot rebre en Toad via My Nintendo perquè alguns usuaris tenien les seves partides eliminades intentant-ho fer; inclou millores menors.
- 1.0.2 - 31 de desembre de 2016 - Inclou millores menors.
- 1.0.1 - 20 de desembre de 2016 - Soluciona un problema amb la interacció amb la xarxa social Facebook en el qual es bloquejava l'aplicació si no es trobaven amics al compte lligat al joc, també inclou millores menors.

## Desenvolupament
La idea de crear Super Mario Run va aparèixer després que Satoru Iwata parlés amb Apple sobre com podrien treballar les dues companyies. El joc ha estat desenvolupat (utilitzant el motor de videojoc Unity) pel mateix creador d'en Mario, Shigeru Miyamoto, que va pujar a l'escenari al costat de Bill Trinen, Director de Màrqueting de Nintendo of America, per fer l'anunci de Super Mario Run a la conferència d'Apple del 7 de setembre de 2016, que sortirà per als sistemes mòbils iOS el desembre de 2016 per a cent països diferents; és possible registrar-se al web d'Apple per poder rebre notificacions sobre el seu llançament. També es va estrenar el web oficial amb imatges i un tràiler; val dir també que un representant de Nintendo va dir més tard que el joc també sortiria per a Android. Super Mario Run és de franc per baixar i començar a jugar, però per obtenir la versió completa del joc farà falta pagar. Durant el setembre de 2016 Nintendo va disponibilitzar un paquet d'adhesius temàtics de Mario per a l'aplicació iMessage. Miyamoto va destacar a un vídeo el concepte principal de jugabilitat i accessibilitat del joc quant a utilitzar-lo amb una mà, que per ell és ideal per a les persones que no entenguin com jugar als videojocs i vulguin endinsar-s'hi d'una manera més senzilla. Miyamoto també va dir que la intenció és aprofitar les funcionalitats de cada plataforma, com la connexió permanent a internet dels telèfons (de fet Super Mario Run necessita connexió a internet constant per raons d'estabilitat i seguretat, i que tots els modes entre ells utilitzen dades al núvol).
Segons el dissenyador, la creació de Super Mario Run també ha estat parcialment inspirada pels speedruners, aquelles persones que competeixen per acabar un joc en el mínim temps possible, dient que els treballadors de Nintendo van detectar amb alguns vídeos d'aquestes jugades que aquestes persones no deixen anar un dit del comandament mentre fan salts extremadament precisos, i així Nintendo va pensar que seria una bona idea per als jugadors tenir una experiència semblant, el que més o menys contradiu la idea principal que el joc busca un públic casual. El mode Kingdom Builder ha estat inspirat en el joc per a mòbils japonès Neko Atsume, objectiu del qual és comprar el major nombre possible de menjar, joguines i objectes variats per decorar el jardí del jugador i així atraure més gats, amb possibilitat d'ampliar-lo encara més per rebre més bestioles. No obstant això, Miyamoto va ressaltar que els desenvolupadors volien també que els jugadors tinguessin un lloc on poder utilitzar les seves conquestes als modes de joc principals per realitzar quelcom edificant.
Super Mario Run ha estat produït per Shigeru Miyamoto i desenvolupat per Takashi Tezuka, i que a l'equip de desenvolupament hi havia molts membres amb àmplia experiència en crear jocs de plataforma de Mario. També va afirmar que el joc tindria interactivitat amb el programa My Nintendo, i que Nintendo ha optat per l'exclusivitat temporal amb sistemes Apple perquè assegura que tenen una "filosofia semblant a la seva", a part que confien en la seva seguretat. Miyamoto va dir també que el pla d'un plataformes de Mario en 3D no s'adaptaria a dispositius intel·ligents, i que el mercat mòbil ofereix noves i diferents oportunitats per a diferents marques de l'empresa, mencionant específicament el simulador Nintendogs, que segons ell porta un estil de jugabilitat que pot funcionar millor en aquests dispositius. Miyamoto va assegurar que els iPhone "ofereixen un nivell d'estabilitat capaç de garantir l'excepcional rendiment tècnic que s'espera d'un joc d'acció de la sèrie". Miyamoto va dir que van optar per jugar amb el mòbil en posició vertical per destacar la figura d'en Mario, que la intenció principal sempre ha estat la d'augmentar dramàticament la visibilitat del personatge entre els usuaris d'aquestes pltaformes, fent que les persones es familiaritzin amb les sèries i acabin jugant a entregues a les seves plataformes, com espera que es faci amb el proper Mario 3D per a la Nintendo Switch.
A una reunió amb inversors realitzada a finals d'octubre, Tatsumi Kimishima va dir que el joc sortiria a 150 països durant el desembre i no a cent diferents tal com es va anunciar en un primer moment, i que el joc serà "gratuït per jugar", i la versió sencera del joc es podrà adquirir per un preu fix, sense costos addicionals posteriors, perquè els nens puguin "jugar amb la ment tranquil·la". A la mateixa reunió Kimishima va dir que l'èxit de Pokémon GO i unes avantatjades circumstàncies de desenvolupament van animar a la companyia que el joc s'avancés als altres dos projectes que havien d'estrenar-se abans (dos jocs per a mòbils de les sèries Fire Emblem i Animal Crossing), amb la intenció d'aconseguir un augment de demanda de les consoles 3DS igual que com va passar amb els jocs de Pokémon per a la mateixa.
Durant la seva conferència financera, DeNA ha afirmat que la seva aliança amb Nintendo és "la prioritat més alta", destacant el seu grup de cent treballadors involucrant-se exclusivament en el desenvolupament de les tres properes aplicacions de Nintendo, i que estan disposats a contractar a més gent si fa falta.
Nintendo va anunciar el 15 de novembre que un mes més tard l'aplicació seria llançada simultàniament a 151 països per a iOS, amb les llengües disponibles d'alemany, xinès tradicional, francès, espanyol, holandès, anglès, italià, portuguès, japonès i rus. També se'n va publicar un logotip oficial i més imatges així com revelar que sortiria a Corea del Sud l'any 2017. Una versió demo gratuïta del joc va sortir a l'App Store el 8 de desembre. Poc després de la seva estrena a iOS, Nintendo va obrir la reserva del joc a l'App Store. El 31 de gener va sortir a l'App Store coreana.
El 19 de gener s'anuncia que el joc sortiria a la Play Store el març, segurament per coincidir amb l'estrena de la Nintendo Switch. El 17 es va anunciar que sortiria el següent dijous 23.

## Recepció

### Pre-llançament
Quan el joc va ser anunciat el 7 de setembre de 2016, el valor de les accions de Nintendo a la Borsa de Valors de Tòquio va pujar un 11% al final del dia.
El Director Executiu d'Apple, Tim Cook, va fer públic al seu compte de Twitter una imatge on apareixia jugant a Super Mario Run juntament amb Shigeru Miyamoto i Takashi Tezuka a la seu de Nintendo després de parlar amb Tatsumi Kimishima. Cook també va assegurar que, a data de 14 d'octubre, vint milions de persones van clicar a l'opció de notificacions de l'App Store per estar al corrent del llançament del joc. El 8 de desembre a la nit es va emetre una nova edició del programa americà The Tonight Show Starring Jimmy Fallon a la cadena NBC on Reggie Fils-Aime va ensenyar Super Mario Run així com The Legend of Zelda: Breath of the Wild executant-se a la Nintendo Switch, i al final Shigeru Miyamoto va tocar el tema de Super Mario Bros. juntament amb la banda The Roots. Van sortir diversos ítems temàtics per a l'aplicació Miitomo el 9 de desembre, que estarien disponibles fins a mitjans de gener de 2017.

### Post-llançament
Amb una mitjana a Metacritic de 76%, el joc ha estat elogiat pels seus controls simples i intuïtius i que continuï la qualitat del disseny de nivells d'anteriors Mario, així com al mode competitiu de "Toad Rally" i construir objectes com a motivació de "Kingdom Builder". D'altra banda, s'ha criticat que el mode "World Tour" sigui relativament curt de completar, que els nivells siguin poc rejugables, que es depengui sempre d'internet per jugar.
A punt de passar les 24 hores de ser publicat, l'aplicació ja va ser la més descarregada de l'App Store a 62 països, incloent Estats Units, Mèxic, Guatemala, Colòmbia i Alemanya. Als EUA el joc va aconseguir la setena posició del rànquing d'aplicacions amb millor puntuació. Super Mario Run va ser baixat aproximadament 3,5 milions de vegades a les seves primeres 14 hores, superant a les 900.00 descàrregues a les quals va arribar Pokémon GO en les seves primeres 24 hores, i va estar a punt de ser reconegut com l'aplicació més baixada de la història de l'App Store en la seva setmana de llançament. Va arribar als 40 milions de descàrregues en tan sols quatre dies, i quan va arribar als 50 milions als vuit dies Nintendo va aprofitar per a preguntar als usuaris que van vincular-lo a My Nintendo si veien just el preu de 10 € del joc o si volien una seqüela.
Segons informació publicada per l'institut App Annie, a data de 27 de desembre Super Mario Run continuava sent l'aplicació més baixada de l'App Store a 88 països, sent el seu punt més alt de descàrregues el 17 de desembre, quan va assolir el primer lloc al rànquing de 138 països. No obstant, prop del 2% de les persones que han provat el joc estan comprant la versió sencera, i en aquell dia la seva compra només va ser líder a 49 països. Nintendo hauria aconseguit aleshores 30 milions de dòlars amb Super Mario Run. Apple va assegurar que Super Mario Run va ser la desena aplicació més descarregada de la seva App Store el 2016.
A data de 31 de gener de 2017, Super Mario Run es va descarregar 78 milions de vegades, amb més d'un 5% dels usuaris que va comprar el joc sencer (Kimishima s'esperava un 10%), segons l'informe financer de l'any fiscal del 2017. Això va generar uns ingressos de 6 mil milions de iens, és a dir, 53 milions de dòlars. A data d'abril de 2017, Kimishima va dir que les descàrregues combinades de Super Mario Run tant per a iOS com per a Android sumaven els 150 milions; sis mesos més tard, van arribar a sumar 200 milions. Kimishima va dir que "el joc encara no havia arribat a un nivell de benifici suficient" però que Nintendo ha après sobrre com desenvolupar i publicar aplicacions de mòbils gràcies a Super Mario Run. Tot i que defensen el model de pagar per tot el joc, un inversor va assegurar que estaven planejant noves opcions per als consumidors que poguessin donar més beneficis.